# Albin Neander
Ernst Albin Neander, född 21 september 1878 i Finnerödja, död 25 mars 1928 i Härnösand, var en svensk statistiker och författare.
Neander blev filosofie licentiat vid Uppsala universitet 1912 och filosofie doktor i Washington, D.C. 1920. Han var verksam som observatorieamanuens, försäkringsmatematiker och (hos LKAB 1909-12) statistiker samt, från 1915, som folkskoleinspektör i Norrbottens läns norra område. Han lämnade värdefulla utredningar om Norrbottens kommunala, ecklesiastika och ekonomiska förhållanden (bland annat i samlingsverket "Norrbotten", 1921) samt skildrade i Vainio (1924) livet i en lappmarkssocken ovan polcirkeln. År 1923 utgav han en läsebok i astronomi, Aristarkos: berättelser om stjärnhimmeln.